# Septembrie 2000
Acest articol este generat integral pe baza informațiilor din articolul 2000 și este actualizat periodic de un robot.
 Editările făcute în articol vor fi șterse la următoarea actualizare! Dacă doriți să faceți modificări, editați articolul-sursă.

ianuarie -
februarie -
martie -
aprilie -
mai -
iunie -
iulie -
august -
septembrie -
octombrie -
noiembrie -
decembrie
Septembrie 2000 a fost a noua lună a anului și a început într-o zi de vineri.

## Evenimente

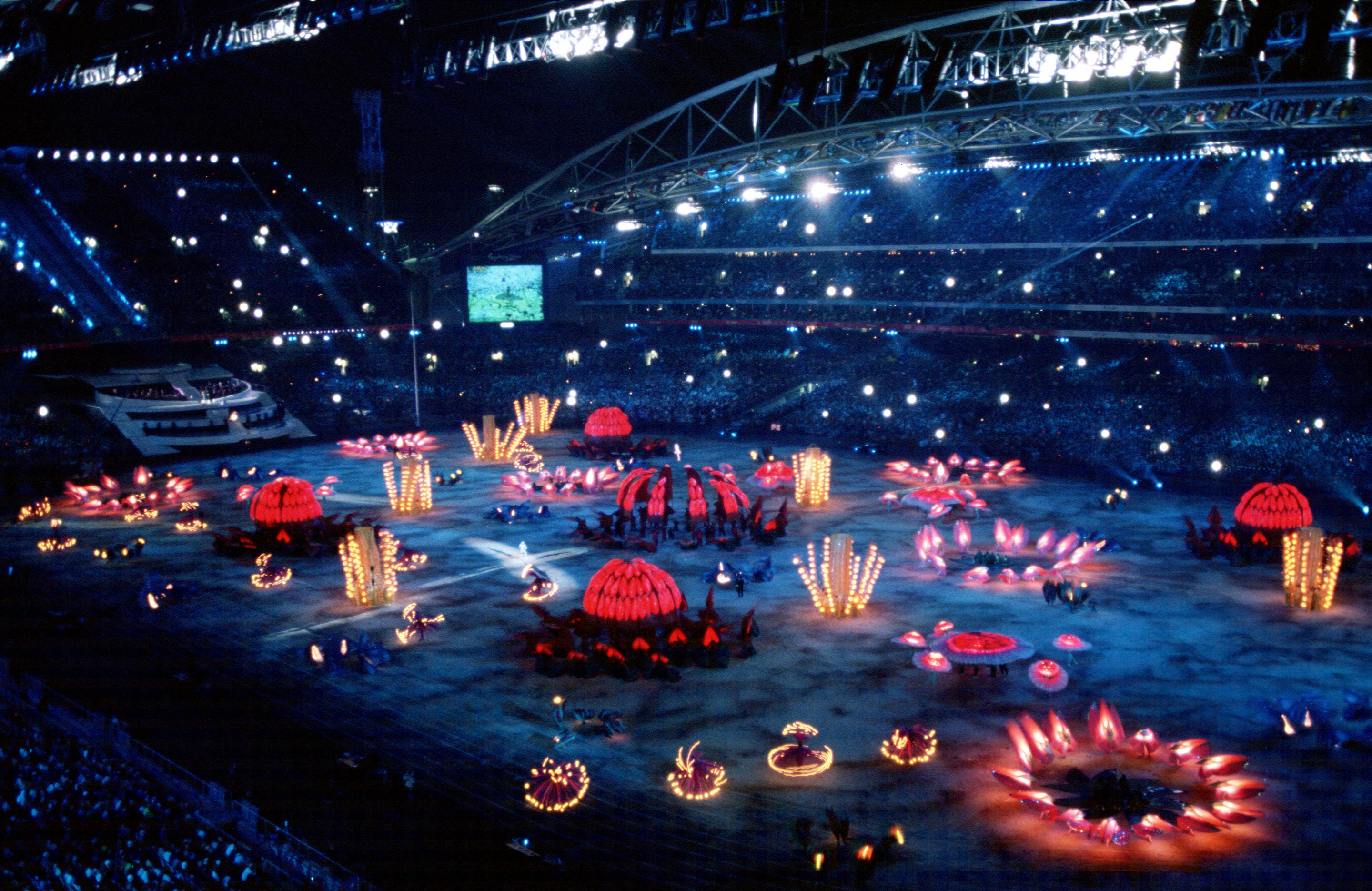
Ceremonia de deschidere a Jocurilor Olimpice de vară de la Sydney, Australia

- 12 septembrie:  Comisia parlamentară de anchetă a FNI și-a prezentat raportul din care rezultă că la FNI s-au produs ilegalități în lanț, pe parcursul câtorva ani, favorizate de indiferența, lipsa de control sau chiar colaborarea unor instituții ale statului: CNVM, Ministerul Finanțelor, CEC, BNR, Banca Agricolă, Ministerul Justiției, Guvernul, Parlamentul.[1]
- 15 septembrie: Ceremonia de deschidere a Jocurilor Olimpice de vară Sydney, Australia.

## Nașteri
- 3 septembrie: Ashley Boettcher, actriță americană
- 5 septembrie: Robert Ion, fotbalist
- 19 septembrie: Denisa Vâlcan, handbalistă română
- 26 septembrie: Hugo Gaston, jucător de tenis francez
- 28 septembrie: Frankie Jonas (Franklin Nathaniel Jonas), muzician și actor american

## Decese
- 4 septembrie: David Brown, 53 ani, muzician american (Santana), (n. 1947)
- 7 septembrie: Virgil Săhleanu, 54 ani, lider sindical român (n. 1946)
- 15 septembrie: Harmar Nicholls, 87 ani, politician britanic (n. 1912)
- 16 septembrie: Ioan Alexandru (n. Ion Șandor Janos), 59 ani, poet, eseist, publicist și politician român, membru fondator și vicepreședinte al Partidului Național Țărănesc Creștin Democrat (n. 1941)
- 16 septembrie: Georghi R. Gongadze (Georghi Ruslanovici Gongadze), 31 ani, jurnalist ucrainean (n. 1969)
- 16 septembrie: Valeriu Sterian, 47 ani, cântăreț, muzician și compozitor român de muzică folk și rock (n. 1952)
- 17 septembrie: Dem Rădulescu (Dumitru R. Rădulescu), 68 ani, actor român (n. 1931)
- 20 septembrie: Stanislav Stratiev, scriitor bulgar (n. 1941)
- 21 septembrie: Iskandar Hatloni, politician tadjic (n. 1954)
- 22 septembrie: Yehuda Amihay, 76 ani, poet israelian (n. 1924)
- 23 septembrie: Costache Olăreanu, 71 ani, prozator român (n. 1929)
- 24 septembrie: Ciprian Pantelimon, 22 ani,cântăreț, muzician și compozitor român  (n. 1977)
- 26 septembrie: Richard Mulligan, 67 ani, actor american (n. 1932)